# Rajz Ödön
Rajz Ödön, másként Rajz Jenő, született: Reisz Jenő (Nagyrécse, 1859. április 14. – Rákosszentmihály, 1944. április 12.) színész, városi tisztviselő. Rajz Irén, Rajz Ferenc és Rajz János édesapja.

## Életútja
Reisz Károly és Horvát Anna fiaként született, 1859. április 15-én keresztelték. Színpadra lépett 1877-ben, B. Polgár Gyulánál. Az 1870-es években Erdélyben játszott. Szerepelt 1900–01-ben Pécsett, 1901-03-ban Miskolcon, 1903-05-ben Besztercebányán, majd 1906–07-ben megint Pécsett. Színészkedése 25 éves jubileumát Miskolcon ünnepelte meg. 1907. július 18-án volt a 30 éves jubileuma. 1909 és 1912 között budapesti Népszínpadnál játszott. 1914. június 1-én nyugalomba ment és Hódmezővásárhelyen telepedett le, itt városi napidíjas volt. Reisz családi nevét 1918-ban Rajzra változtatta. Az Országos Színészegyesületnek éveken át elismert tanácsosa volt. Rendezett is. Halálát érelmeszesedés okozta.
Felesége vámosfalvi Vámosy (Dóry) Gizella színésznő, aki született 1865. február 16-án, Pesten Vámosy Fidél és Gyengő Auguszta lányaként. 1882. október 1-én lépett színpadra, Bogyó Alajosnál. 1903-tól a Király Színház súgónője volt. 1915. június 2-án ideiglenesen, 1921. április 1-től véglegesen nyugdíjazták. Elhunyt 1943. február 9-én, 60 évig voltak házasok Rajz Ödönnel.

## Fontosabb szerepei
- Esze Tamás (Fényes S.: Kurucz Féja Dávid)
- Fox tábornok (Stone: Lotti ezredesei)
- Krisztyán Tódor (Jókai Mór: Az aranyember)